# Хигдем (тауншип, Миннесота)
Хигдем (англ. Higdem) — тауншип в округе Полк, Миннесота, США. На 2000 год его население составило 99 человек.

## География
По данным Бюро переписи населения США площадь тауншипа составляет 60,6 км², из которых 60,2 км² занимает суша, а 0,4 км² — вода (0,68 %).

## Демография
По данным переписи населения 2000 года здесь находились 99 человек, 37 домохозяйств и 28 семей. Плотность населения —  1,6 чел./км². На территории тауншипа расположено 38 построек со средней плотностью 0,6 построек на один квадратный километр. Расовый состав населения: 96,97 % белых, 3,03 % — других рас США. Испанцы или латиноамериканцы любой расы составляли 3,03 % от популяции тауншипа.
Из 37 домохозяйств в 35,1 % воспитывались дети до 18 лет, в 70,3 % проживали супружеские пары, в 2,7 % проживали незамужние женщины и в 24,3 % домохозяйств проживали несемейные люди. 21,6 % домохозяйств состояли из одного человека, при том 2,7 % из — одиноких пожилых людей старше 65 лет. Средний размер домохозяйства — 2,68, а семьи — 3,11 человека.
27,3 % населения — младше 18 лет, 9,1 % — в возрасте от 18 до 24 лет, 34,3 % — от 25 до 44, 20,2 % — от 45 до 64, и 9,1 % — старше 65 лет. Средний возраст — 34 года. На каждые 100 женщин приходилось 130,2 мужчин. На каждые 100 женщин старше 18 приходилось 118,2 мужчин.
Средний годовой доход домохозяйства составлял 46 563 доллара, а средний годовой доход семьи —  52 500 долларов. Средний доход мужчин —  41 250  долларов, в то время как у женщин — 20 938. Доход на душу населения составил 18 333 доллара. За чертой бедности находились 13,3 % семей и 10,3 % всего населения тауншипа, из которых 10,0 % младше 18 лет.